# Pumpkin Reports - Squadra anti-alieni
Pumpkin Reports - Squadra anti-alieni (Pumpkin Reports) è una serie televisiva d'animazione del 2016 prodotta da tre società: Motion Pictures (Spagna), Young Jump Animation Studio (Malaysia) e Sample (Italia) in collaborazione con Clan e Rai Fiction. La serie conta 52 episodi da 11 minuti ciascuno ed è stata trasmessa sul canale americano di Nickelodeon dal 16 gennaio 2016.
In Italia la serie è andata in onda su Rai Gulp dal 10 gennaio 2017.

## Trama
Max è un ragazzino di 11 anni che vive nella città di Cucurtown. La sua vita cambia radicalmente quando la sua famiglia adotta Golia e Teresa, due bambini che in realtà sono agenti alieni conosciuti rispettivamente come Loom e Ran. Max scopre la loro vera identità e con l'aiuto dei suoi amici Violet, Pixel e suo padre Simon deve sventare i loro piani per invadere e conquistare la Terra.

## Personaggi e doppiatori
| Personaggio | Doppiatore italiano |
| ----------- | ------------------- |
| Max         | Gaia Bolognesi      |
| Pixel       | Gianluca Crisafi    |
| Violet      | Emanuela Ionica     |
| Simon       | Sergio Lucchetti    |
| Teresa/Loom | Perla Liberatori    |
| Victor      | Oreste Baldini      |
| Laura       | Anna Cugini         |
| Golia/Ran   | Pietro Ubaldi       |
| Zarp        | Pietro Ubaldi       |
| Fluxxor     | Pietro Ubaldi       |

## Episodi
| nº | Titolo originale                   | Titolo italiano                 | Prima TV originale | Prima TV Italia  |
| -- | ---------------------------------- | ------------------------------- | ------------------ | ---------------- |
| 1  | Eyes Closed Friday                 | Il venerdì degli occhi chiusi   | 16 gennaio 2016    | 10 gennaio 2017  |
| 2  | Fear Itself                        | Paura di avere paura            | 16 gennaio 2016    | 10 gennaio 2017  |
| 3  | Crazy in Love                      | Pazzi d'amore                   | 16 gennaio 2016    | 11 gennaio 2017  |
| 4  | Indecision                         | Indecisione                     | 16 gennaio 2016    | 11 gennaio 2017  |
| 5  | Lights, Camera, Invasion           | Ciak, motore, si invade!        | 17 gennaio 2016    | 12 gennaio 2017  |
| 6  | River of Esmerelda                 | La telenovela                   | 17 gennaio 2016    | 12 gennaio 2017  |
| 7  | Lost City of Kemii Rodor           | La città perduta di Kemii-Rodor | 17 gennaio 2016    | 13 gennaio 2017  |
| 8  | Saving Goliath                     | Salviamo Golia                  | 17 gennaio 2016    | 13 gennaio 2017  |
| 9  | League of the Unpopular Scientists | Il pollo scavatore              | 23 gennaio 2016    | 14 gennaio 2017  |
| 10 | Test of Nerves                     | Un esame di nervosismo          | 23 gennaio 2016    | 14 gennaio 2017  |
| 11 | Extreme Camping                    | Campeggio estremo               | 23 gennaio 2016    | 15 gennaio 2017  |
| 12 | To Tell the Truth                  | Tutta la verità                 | 23 gennaio 2016    | 15 gennaio 2017  |
| 13 | Violet's Diary                     | Il diario di Violet             | 24 gennaio 2016    | 16 gennaio 2017  |
| 14 | Clone Training Day                 | L'allenamento di Killer         | 24 gennaio 2016    | 16 gennaio 2017  |
| 15 | Paranoia                           | Paranoia terrestre              | 24 gennaio 2016    | 17 gennaio 2017  |
| 16 | Mirror Mirror                      | Lo specchio di Gavlon           | 24 gennaio 2016    | 17 gennaio 2017  |
| 17 | Monster Grow                       | Crescita mostruosa              | 30 gennaio 2016    | 18 gennaio 2017  |
| 18 | The Girl Who Cried Alien           | Al lupo al lupo, Alieni Alieni! | 30 gennaio 2016    | 18 gennaio 2017  |
| 19 | The Flamulards                     | I Flamulards                    | 30 gennaio 2016    | 19 gennaio 2017  |
| 20 | Some Assembly Required             | Problemi di assemblaggio        | 30 gennaio 2016    | 19 gennaio 2017  |
| 21 | Have a Lousy Birthday              | Scambio di regali               | 31 gennaio 2016    | 20 gennaio 2017  |
| 22 | Pixel Popularity                   | Talent show                     | 31 gennaio 2016    | 20 gennaio 2017  |
| 23 | Jealousy                           | Gelosia                         | 31 gennaio 2016    | 21 gennaio 2017  |
| 24 | Toddy to the Rescue                | Toddy salvaci tu                | 31 gennaio 2016    | 21 gennaio 2017  |
| 25 | The Spy Who Loathed Me             | La spia restia                  | 6 febbraio 2016    | 22 gennaio 2017  |
| 26 | O Christmas Tree                   | Albero di Natale alieno         | 19 marzo 2016      | 22 gennaio 2017  |
| 27 | Headless Pierre                    | Pierre Senza Testa              | 7 febbraio 2016    | 23 gennaio 2017  |
| 28 | Muy Loco                           | Muy Loco                        | 7 febbraio 2016    | 23 gennaio 2017  |
| 29 | Cold War                           | Guerra fredda                   | 7 febbraio 2016    | 24 gennaio 2017  |
| 30 | Mindswap                           | Scambio di cervelli             | 13 febbraio 2016   | 24 gennaio 2017  |
| 31 | To Sleep Perchance to Invade       | Un'invasione da sogno           | 13 febbraio 2016   | 25 gennaio 2017  |
| 32 | Cook & Conquer                     | Tutti all'ingrasso!             | 13 febbraio 2016   | 25 gennaio 2017  |
| 33 | Pumpkin News                       | Le news di Teresa               | 13 febbraio 2016   | 26 gennaio 2017  |
| 34 | The Treasure of Sewer Madre        | La febbre dell'oro              | 14 febbraio 2016   | 26 gennaio 2017  |
| 35 | Grounding Max                      | Max in punizione                | 14 febbraio 2016   | 27 gennaio 2017  |
| 36 | Progress Report                    | Primi giorni sulla terra        | 14 febbraio 2016   | 27 gennaio 2017  |
| 37 | The Musical Meteor                 | Musica dallo spazio             | 14 febbraio 2016   | 28 gennaio 2017  |
| 38 | Mister Stinker                     | Il buco nero                    | 20 febbraio 2016   | 28 gennaio 2017  |
| 39 | Voodoo Zombie Max                  | Zombie in città!                | 20 febbraio 2016   | 29 gennaio 2017  |
| 40 | Wanted! Robot Arm!                 | Il braccio esplosivo            | 20 febbraio 2016   | 29 gennaio 2017  |
| 41 | Victor Mystery                     | Il mistero di Victor            | 20 febbraio 2016   | 30 gennaio 2017  |
| 42 | Mutant Squirrel                    | Lo scoiattolo mutante           | 21 febbraio 2016   | 30 gennaio 2017  |
| 43 | Young Simon Says                   | Un Simon sconosciuto            | 21 febbraio 2016   | 31 gennaio 2017  |
| 44 | Pixel & Teresa Date                | Un romantico appuntamento       | 21 febbraio 2016   | 31 gennaio 2017  |
| 45 | The Xismarth Device                | Un'arma dallo spazio            | 19 marzo 2016      | 1º febbraio 2017 |
| 46 | The Lemuel Frequency               | Le interferenze di Lemuel       | 21 febbraio 2016   | 1º febbraio 2017 |
| 47 | A Day in the Life of Teresa        | Un giorno nella vita di Teresa  | 27 febbraio 2016   | 2 febbraio 2017  |
| 48 | Chicken Chase                      | Caccia al pollo                 | 27 febbraio 2016   | 2 febbraio 2017  |
| 49 | Babysitting Goliath                | Una babysitter per Goliath      | 19 marzo 2016      | 3 febbraio 2017  |
| 50 | The Maltese Chicken                | Il pollo maltese                | 16 maggio 2016     | 3 febbraio 2017  |
| 51 | Unhappy Halloween                  | Kemii Halloween                 | 16 maggio 2016     | 4 febbraio 2017  |
| 52 | Forget Yourself                    | Dimenticare tutto               | 16 maggio 2016     | 4 febbraio 2017  |

## Sigla
La sigla d'apertura è cantata da Lorenzo Campani e il cast, invece per la sigla di chiusura viene utilizzata una versione strumentale. L'episodio 5 si distingue dagli altri per un montaggio video diverso durante la sigla d'apertura.